# Jatto Ceesay
Jatto Ceesay (* 16. November 1974 in Serekunda) ist ein ehemaliger gambischer Fußballspieler. Er spielte sieben Spiele für die Gambische Fußballnationalmannschaft als Stürmer auf der rechten Außenbahn.

## Karriere
Er begann seine Profi-Karriere bei Willem II Tilburg, wechselte für ein Jahr (03/04) nach Al Hilal, doch er kehrte schon in der Saison 04/05 zum Willem II Tilburg zurück. Während der Saison 05/06 wechselte er zu AEK Larnaka (Zypern). Im Sommer 2007 wechselte Jatto Ceesay zum niederländischen Zweitligisten Omniworld Almere, wo er einen Vertrag bis Juni 2008 besaß.
Er bestritt sieben Länderspiele für Gambia.

## Sonstiges
Er ist der Bruder von Yankuba Ceesay.